# Aleksandar Žiljak
Aleksandar Žiljak (Zagreb, 19. lipnja 1963.) je hrvatski pisac i ilustrator.
Magistrirao je računarske znanosti na Elektrotehničkom fakultetu u Zagrebu. Nakon profesorskog rada u srednjim školama, posvećuje se od 1997. ilustratorskom pozivu. Od 1991. je napisao i objavio više fantastičnih priča i novela od kojih su Slijepe ptice, Prvi let i Hladni dodir vatre nagrađene SFEROM, te dva filmska scenarija. S Tomislavom Šakićem uredio je 2006. godine antologiju hrvatske SF novele Ad astra: antologiju hrvatske znanstvenofantastične novele 1976. – 2006

## Vanjske poveznice
- Nagrada SFERA

1. ↑  Katalog Knjižnica grada Zagreba -. katalog.kgz.hr. Pristupljeno 7. siječnja 2025.